# Шаблинский, Иосиф
Иосиф Шаблинский (1808—1872) — польский композитор; валторнист,  виолончелист и музыкальный педагог; профессор Варшавской консерватории (ныне Музыкальный университет имени Фредерика Шопена.

## Биография
Иосиф Шаблинский родился в 1808 году городе Варшаве, обучался в местных школах и довольно рано обратил на себя внимание преподавателей своими выдающимися музыкальными способностями. Доставив себе громкую известность своими импровизациями на валторне и виолончели, Шаблинский в 1829 году был приглашен на должность профессора в Варшавскую консерваторию. 
Умер Иосиф Шаблинский в 1872 году в родном городе. 
Им написано несколько музыкальных композиций, среди них романсы: «Hortensya» и «La religieuse du couvent».